# Antic Ajuntament de Sant Pere
L'Antic Ajuntament de Sant Pere és un edifici que havia estat la seu de l'Ajuntament de Sant Pere de Terrassa, abans de la seva incorporació a Terrassa l'any 1904. L'edifici és protegit com a bé cultural d'interès local.

## Descripció
Es tracta d'un edifici que fa cantonada, amb una mitgera, de planta baixa i dos pisos. Presenta un cos afegit a la banda del carrer de l'Alcalde Parellada, que està format per planta baixa i pis.
És de composició molt simple, presenta discrets detalls ornamentals amb finestres (guardapols i ampits), motllures i cornises (aquestes sobre permòdols) i reixes de ferro forjat. Al pis principal hi ha una balconada en la qual s'obren quatre portes.

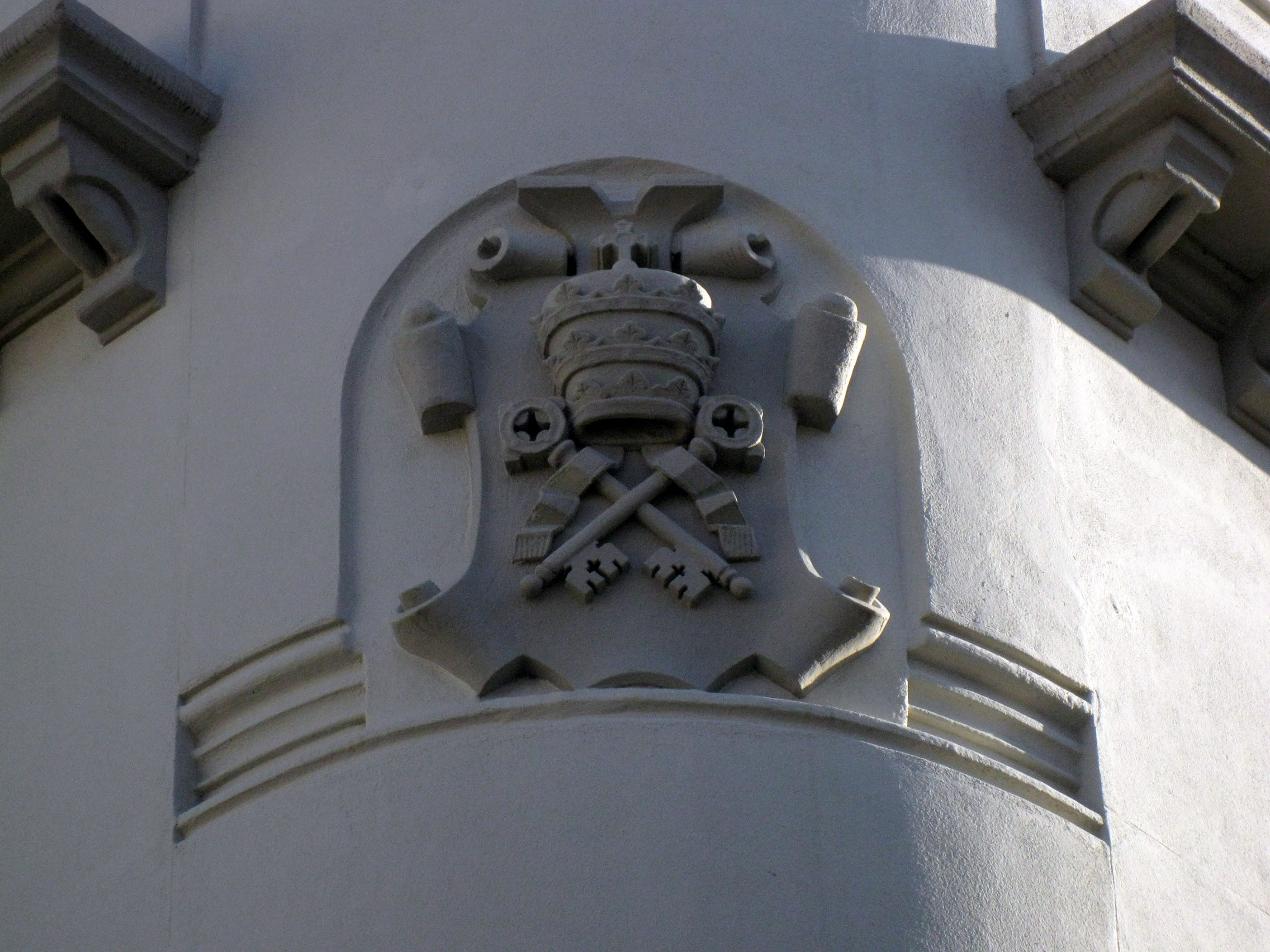
Antic escut del poble de Sant Pere, esculpit a la façana

La façana és plana, amb el perfil de les finestres lleugerament arrodonit. El cos de cantonada es destaca de la resta pel seu tractament i per una major alçada. A nivell del pis superior, i al centre de la cantonada, hi ha l'escut en relleu de l'antic poble de Sant Pere, amb la representació dels atributs papals (les claus i la tiara).

## Història
Aquest edifici havia estat la seu de l'Ajuntament de l'antic municipi de Sant Pere, abans de la seva incorporació a Terrassa l'any 1904.
Obra de Juli Batllevell, fou inaugurat el 30 de maig de 1897. A partir de l'annexió de Sant Pere a Terrassa el 1904, ha acollit dependències municipals, un jutjat de primera instància, un col·legi públic i la Biblioteca Salvador Cardús. Des del 1997 hi té la seu l'Associació de Veïns de l'Antic Poble de Sant Pere.